# École supérieure d'aviation militaire de Krasnodar
L'école supérieure d'aviation militaire de Krasnodar (Краснодарское высшее военное авиационное училище лётчиков ; VVAUL) est un établissement d'enseignement supérieur militaire russe, situé à Krasnodar dans le Kouban. 

## Présentation
Elle forme des pilotes militaires des avions de chasse, bombardiers et avions d'attaque au sol, avion de transport militaire et dépend  de l'Armée de l'air russe ainsi que le personnel militaire des forces armées des États étrangers. Elle accueille des élèves feminins depuis 2017.

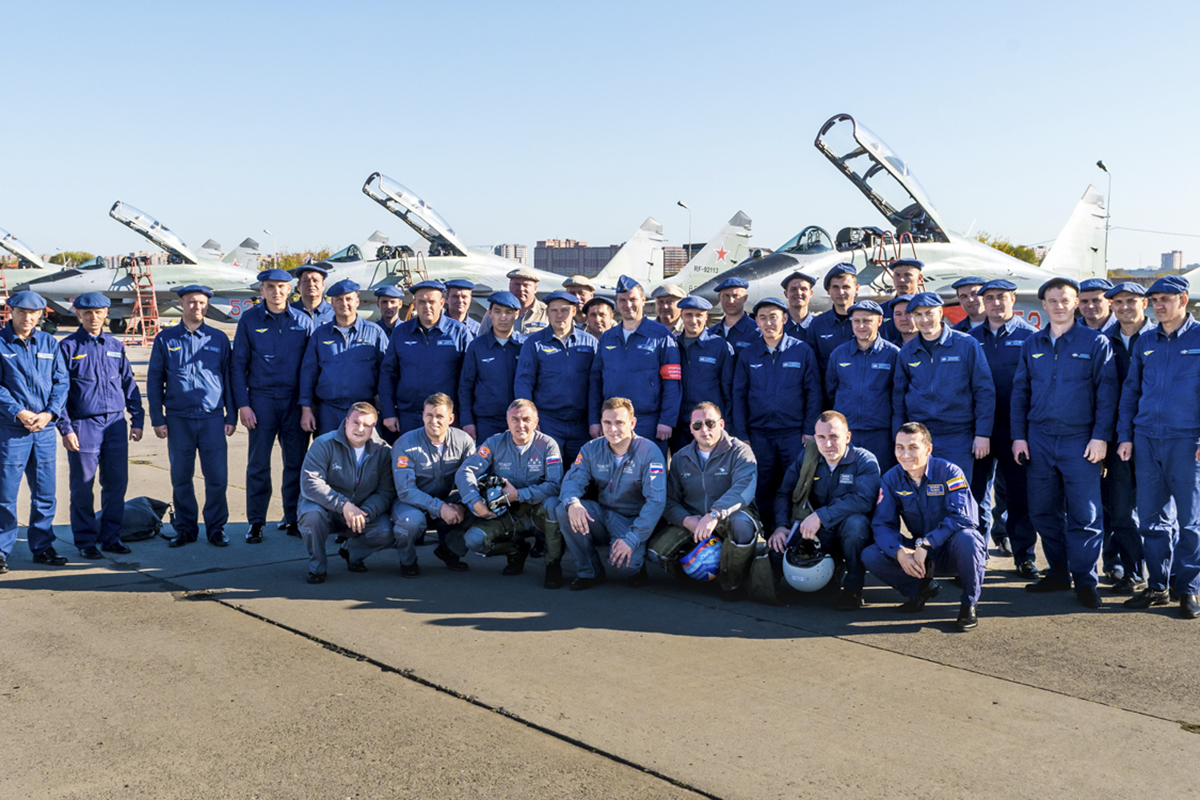
Élèves
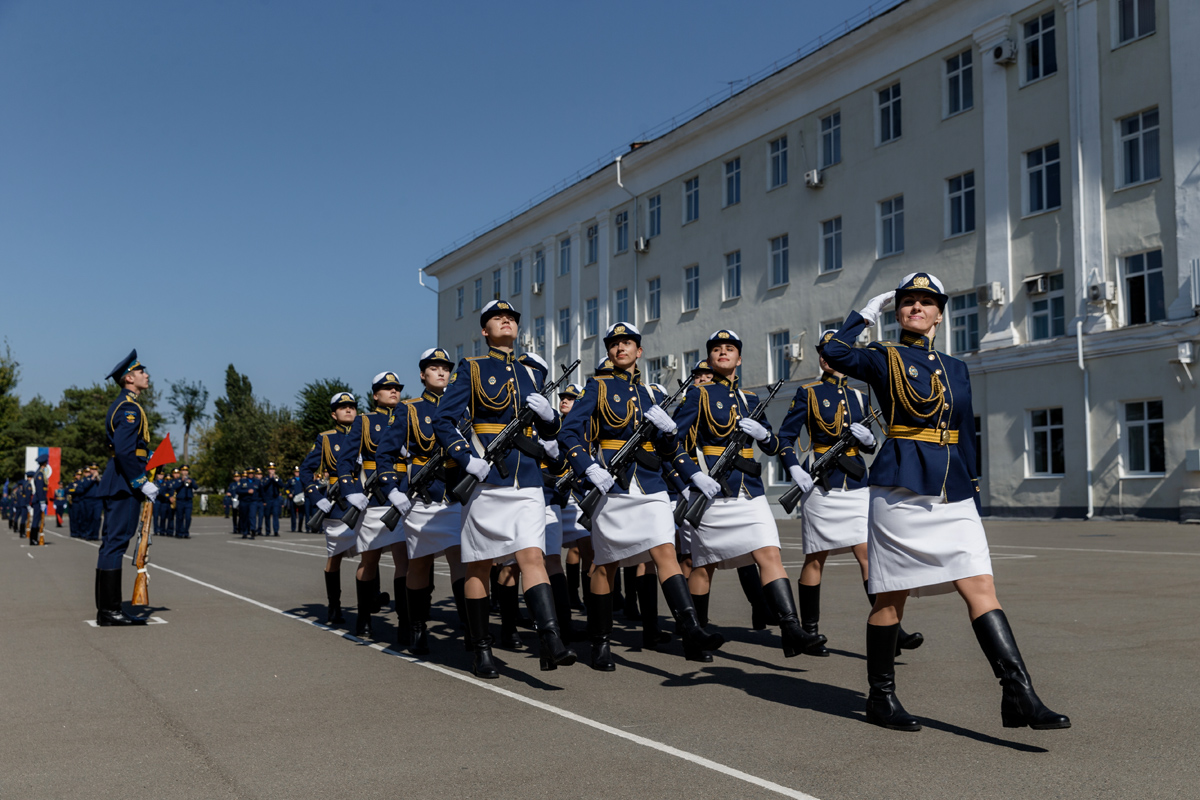
et féminines en 2018
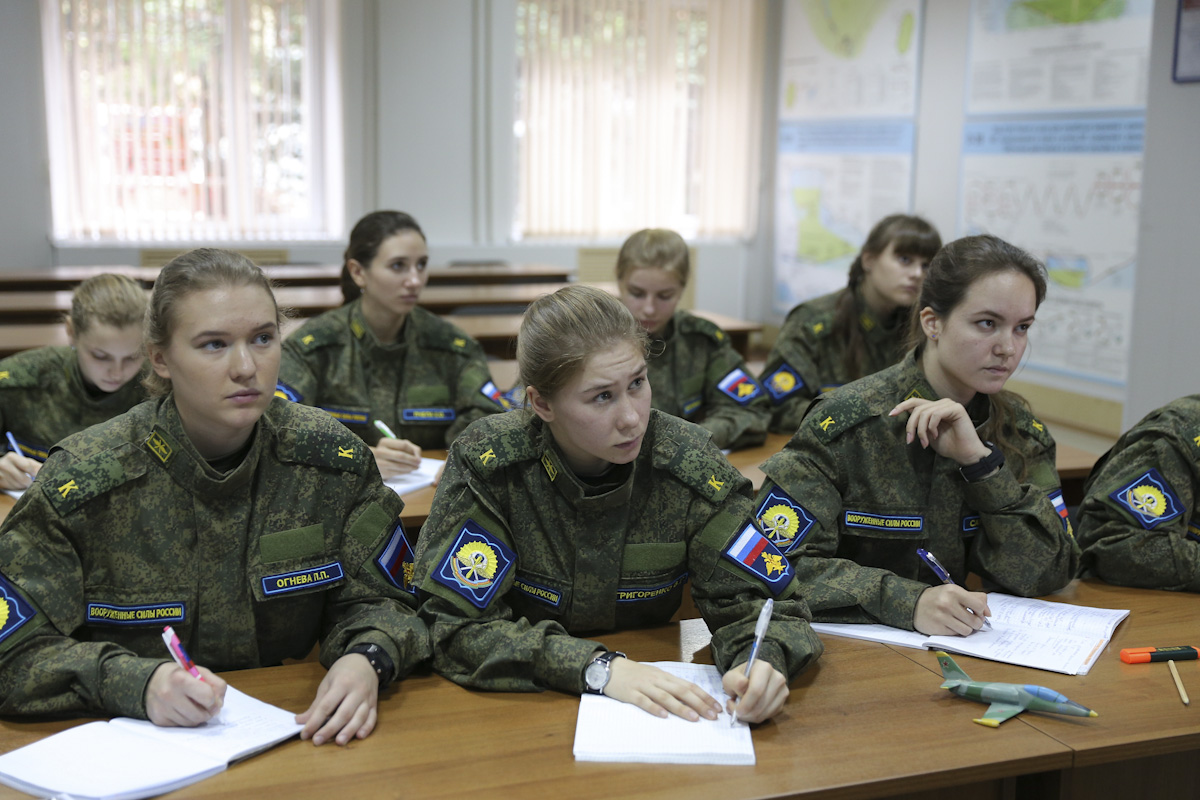
et 2017.
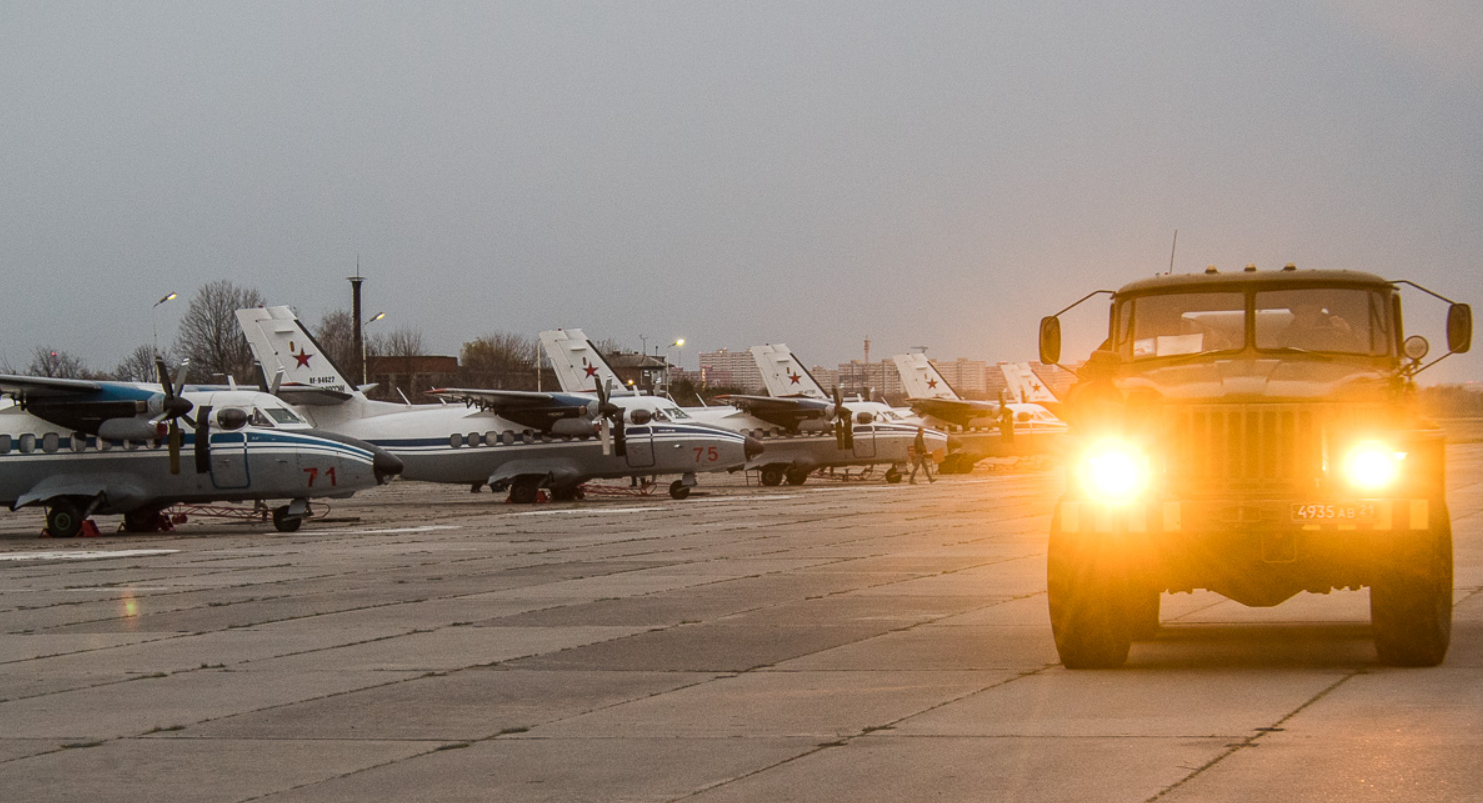
La base en 2022.

Aujourd'hui, elle est  rebaptisé la branche du centre éducatif et scientifique militaire de l'Armée de l'Air "Air Force Academy nommé d'après le professeur NE Joukovski et Gagarine" elle a porté le nom de école Serov en l'honneur du pilote soviétique. Le 797e régiment d’aviation d'entrainement qui y est rattaché est à la Base aérienne de Kouchtchiovskaïa.

## Élèves notables
- Bertalan Farkas ;
- Viktor Gorbatko ;
- Phạm Tuân ;
- Vladimir Komarov
- Ievgueni Khrounov.